# 唐艳
唐艳（1970年—），江苏连云港人，汉族，中华人民共和国政治人物、第十一届全国人民代表大会江苏地区代表。
毕业于江苏广播电视大学行政管理专业，是中共党员。担任连云港港口股份有限公司东联港务分公司机械一队队长助理。2008年起担任全国人大代表。